# Sam Townsend
Sam Townsend (* 26. November 1985 in Reading) ist ein britischer Ruderer.

## Sportliche Karriere
Sam Townsend ruderte bei den U23-Weltmeisterschaften 2004 mit dem Doppelvierer auf den elften Platz, ein Jahr später wurde er Zehnter mit dem Achter. 2006 debütierte er im Achter im Ruder-Weltcup, 2007 kehrte er in den Doppelvierer zurück. Bei den Weltmeisterschaften 2007 belegte der britische Doppelvierer den 15. Platz. 2008 nahm er im Einer an den Europameisterschaften teil und gewann das B-Finale. 2009 erreichte Townsend mit dem Doppelvierer dreimal das A-Finale im Weltcup, bei den Weltmeisterschaften 2009 trat er zusammen mit Stephen Rowbotham im Doppelzweier an und platzierte sich auf dem zwölften Rang. Bei den Weltmeisterschaften 2010 trat Townsend im Doppelvierer an, in der Besetzung Charles Cousins, Sam Townsend, Bill Lucas und Stephen Rowbotham erreichte der britische Doppelvierer das A-Finale und belegte den fünften Platz. 2011 in Bled mit Tom Solesbury für Cousins gewann der Doppelvierer das B-Finale. Im Olympiajahr wechselte Townsend in den Doppelzweier, zusammen mit Bill Lucas belegte er vor heimischem Publikum den fünften Platz bei den Olympischen Spielen.
2013 kehrte Townsend in den Doppelvierer zurück und gewann auch gleich zum Weltcup-Auftakt in Sydney. Bei den Weltmeisterschaften 2013 erkämpften Graeme Thomas, Sam Townsend, Charles Cousins und Peter Lambert die Bronzemedaille hinter den Kroaten und den Deutschen. Zum Saisonauftakt 2014 unterlag der britische Doppelvierer in der gleichen Besetzung wie im Vorjahr im Finale der Europameisterschaften den Ukrainern mit 0,27 Sekunden Rückstand. Nach zwei Siegen im Weltcup verloren die Briten auch im Weltmeisterschaftsfinale gegen die Ukrainer, diesmal mit 0,05 Sekunden Rückstand. 
Bei den Europameisterschaften 2015 startete der Doppelvierer in der Besetzung Jack Beaumont, Sam Townsend, Graeme Thomas und Peter Lambert. Hinter den Booten aus Russland und aus der Ukraine erhielten die Briten die Bronzemedaille. Bei den Weltmeisterschaften saß wieder Cousins statt Beaumont im Boot; der vierte Platz bedeutete die direkte Olympiaqualifikation für 2016. Bei den Europameisterschaften 2016 belegten Angus Groom, Townsend, Thomas und Lambert den fünften Platz. Mit Beaumont für den erkrankten Thomas belegte der britische Doppelvierer den fünften Platz bei den Olympischen Spielen in Rio de Janeiro.
Der 1,98 m große Sam Townsend gehört dem Boat Club der Reading University an.